# Дві версії одного зіткнення
«Дві версії одного зіткнення» (рос. «Две версии одного столкновения») — український радянський художній фільм, знятий в жанрі політичного детективу на Одеській кіностудії у 1984 році режисером Вілленом Новаком.

## Сюжет
Фільм періоду «холодної війни», знятий у 1980-ті роки, коли посилилося протистояння СРСР і США. Обидві сторони пред'являли один одному взаємні претензії, займалися провокаціями.
Починається картина як «фільм катастроф» — зі зіткнення суден: радянський суховантаж «Березина» у відкритому океані протаранив нафтовий танкер «Уайт стар», який плаває під ліберійським прапором, в результаті чого той затонув. Далі починається гостросюжетний детектив.
Радянському Чорноморському пароплавству іноземна компанія пред'являє для відшкодування збитку великий позов і наполягає на проведенні суду в Нью-Йорку. Юристи — американець Юджин Богарт і радянський експерт Катерина Кравченко в ході розслідування з'ясовують, що пароплавна компанія, якій належав танкер, знаходиться напередодні банкрутства. Вони швидко зрозуміли, що справа з обвинуваченням радянської сторони «шита білими нитками». Застраховане на велику суму судно вийшло в море щоб затонути. До того ж, незабаром спливає слід ЦРУ…

## У ролях
- Жанна Прохоренко —  Катерина Кравченко, радянський юрист-експерт
- Микола Олялін —  Олексій Петрович Лосєв, капітан теплохода «Березина»
- Ігор Горбачов —  Юджин Богарт, адвокат
- Олег Куликович —  Віктор
- Дмитро Щеглов —  Піт, радист танкера «Уайт стар»
- Арніс Ліцитіс —  Френдлі, співробітник ЦРУ
- Олена Кондулайнен —  Ненсі
- Лев Золотухін —  Андрій Терентійович Добров
- Всеволод Шиловський —  Жигалов
- Коте Махарадзе —  Карло Мадзоні, капітан танкера «Уайт стар»
- Улдіс Лієлдіджс —  Метчем
- Юріс Камінскіс —  куратор ЦРУ
- Анатолій Азо —  капітан радянського теплохода «Леонід Соболєв»
- Мартіньш Вілсонс —  агент ЦРУ
- Віталій Дорошенко —  пасажирський помічник
- Петро Шелохонов —  Гордін, дипломат
- Харій Швейц —  бородань
- Василь Векшин —  епізод
- Галина Шмакова —  епізод
- Леонард Тубелевич —  метрдотель
- Ігор Шелюгін —  учасник наради

## Знімальна група
- Режисер-постановник: Віллен Новак
- Сценаристи: Вадим Авлошенко, Юрій Гаврилов
- Оператор-постановник: Вадим Авлошенко
- Композитори: Іварс Вігнерс, Олександр Грива
- Художник-постановник: Михайло Безчастнов
- Художник по гриму: В'ячеслав Лаферов
- Комбіновані зйомки: Всеволод Шлемов
- Редактор: Наталя Рисюкова